# نهر أسود المياه

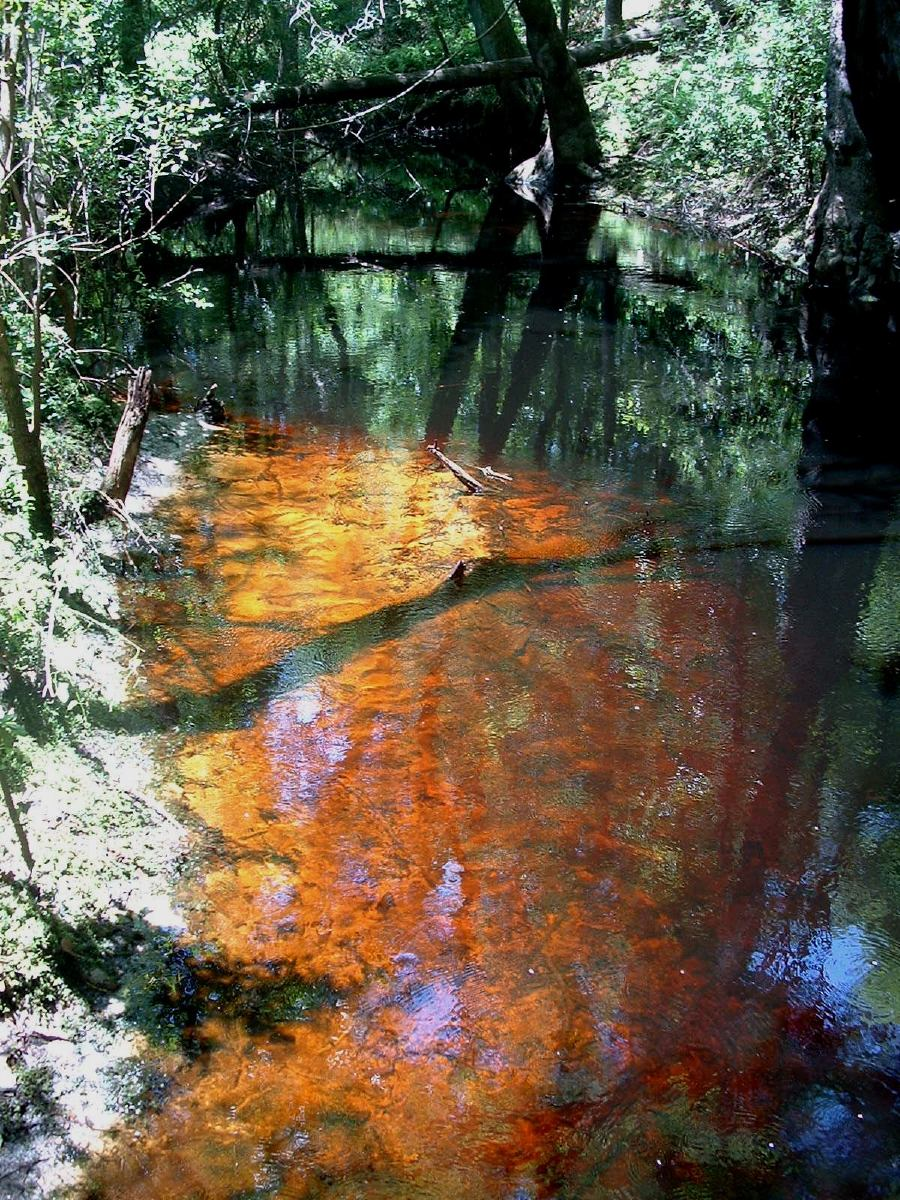
مجرى تغذيه المستنقعات في شمال فلوريدا ، تظهر فيه مياه سوداء خالية من التانين

نهر أسود المياه ؛ نَهْر المياه السَوْداء (بالإنجليزية: Blackwater river) أو بلاكووتر هو نوع من الأنهار لديه قنوات بطيئة الحركة تتدفق عبر مستنقعات الغابات أو الأراضي الرطبة. مع تآكل الغطاء النباتي، يتدفق العفص في الماء، مما يجعل الماء شفافاً وحمضيّ ملوناً وداكن يشابه لون الشاي. تقع معظم أنهار المياه السوداء الرئيسية في حوض الأمازون وجنوب الولايات المتحدة . يستخدم المصطلح في الدراسات الفلورية، والجيولوجيا، والجغرافيا، والبيئة، والبيولوجيا. ليست كل الأنهار الداكنة بلاكووتر بهذا المعنى التقني. بعض الأنهار في المناطق المعتدلة، التي تصب أو تتدفق عبر مناطق من الطمي الأسود الداكن، هي ببساطة سوداء بسبب لون التربة؛ هذه الأنهار هي أنهار طينية سوداء . هناك أيضا مصبات الطين الأسود.
أنهار بلاكووتر منخفضة في العناصر الغذائية عن أنهار المياه البيضاء ولها تركيزات أيونية أعلى من مياه الأمطار. تؤدي الظروف الفريدة إلى النباتات والحيوانات التي تختلف عن كل من أنهار المياه البيضاء والصافية. اقترح ألفريد راسل والاس تصنيف الأنهار الأمازونية في مياه سوداء وواضحة وبيضاء في عام 1853 بناءً على لون الماء، ولكن تم تعريف الأنواع بشكل أكثر وضوحًا من خلال الكيمياء والفيزياء من هارالد سيولي ( دي ) من الخمسينيات إلى الثمانينات. الرغم من أن العديد من أنهار الأمازون تندرج بوضوح في واحدة من هذه الفئات، إلا أن البعض الآخر يظهر مزيجًا من الخصائص وقد يختلف تبعًا لموسم ومستويات الفيضان.

## مقارنة بين المياه البيضاء والسوداء
تختلف المياه السوداء والبيضاء اختلافًا كبيرًا في تركيبتها الأيونية، المياه السوداء أكثر حمضية، مما يؤدي إلى تركيز الألومنيوم أكبر من المياه البيضاء الأكثر حيادية. الفرق الرئيسي هو تركيزات الصوديوم والمغنيسيوم والكالسيوم والبوتاسيوم. هذه منخفضة جدًا في المياه السوداء. وله آثار بيئية. تحتاج بعض الحيوانات إلى كمية من الكالسيوم أكثر مما هو متاح في المياه السوداء، فعلى سبيل المثال، الحلزون ، الذي يحتاج إلى الكثير من الكالسيوم لبناء أصداف، لا يتوافر بكثرة في المياه السوداء. يؤدي نقص الأيونات الذائبة في المياه السوداء إلى انخفاض الموصلية، على غرار مياه الأمطار.
تختلف المياه السوداء والبيضاء في حيواناتها ونباتاتها العوالق. لم تكن المياه السوداء مثالًا صارمًا مثل نظام ريو نيغرو. ومع ذلك ، يمكن ملاحظة أن الماء الأسود احتوى على أعداد أكبر من الدوارات ولكن عددًا أقل من القشريات والسوسة. هذه القشريات هي أطعمة مهمة ليرقات الأسماك. المناطق التي يختلط فيها الماءان جذابة للصدفيات والأسماك الصغيرة.

## مقارنة بين المياه الصافية والسوداء
تشبه أنهار المياه السوداء أنهار المياه الصافية من حيث الموصلية المنخفضة ومستويات منخفضة نسبيًا من إجمالي المواد المذابة، لكن أنهار المياه الصافية تحتوي على مياه حمضية إلى حد ما (درجة الحموضة النموذجية ~ 6.5) وواضحة جدًا بلون أخضر. تنبع أنهار الأمازون الرئيسية النقية في المرتفعات البرازيلية (مثل تاباجوس وتوكانتين وشينغو وبعض الروافد اليمنى لماديرا) ، لكن بعضها ينشأ في درع غيانا (مثل ناموندا ، وبارو ، و أراغوري).

## أنهار المياه السوداء في العالم

### الأمازون
- ريو نيغرو: أكبر أنهار المياه السوداء في العالم. أحد أكبر روافد الأمازون.
- نهر تيفيه

### جنوب الولايات المتحدة
- كيب فير، كارولاينا الشمالية: يصب في المحيط الأطلسي.
- نهر كالوزاتشي، فلوريدا: يتدفق غربًا من بحيرة أوكي شوبي إلى خليج المكسيك.

- نهر الخشب : يقع في شمال وجنوب كارولينا. جزء من حديقة نهر الخشب الحكومية

## معرض الصور

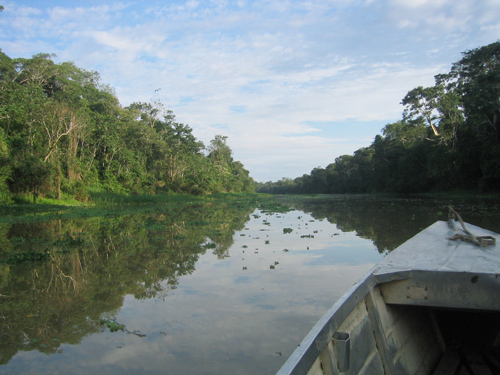
تم تصنيف رافد نهر الأمازون على أنه نهر أسود المياه
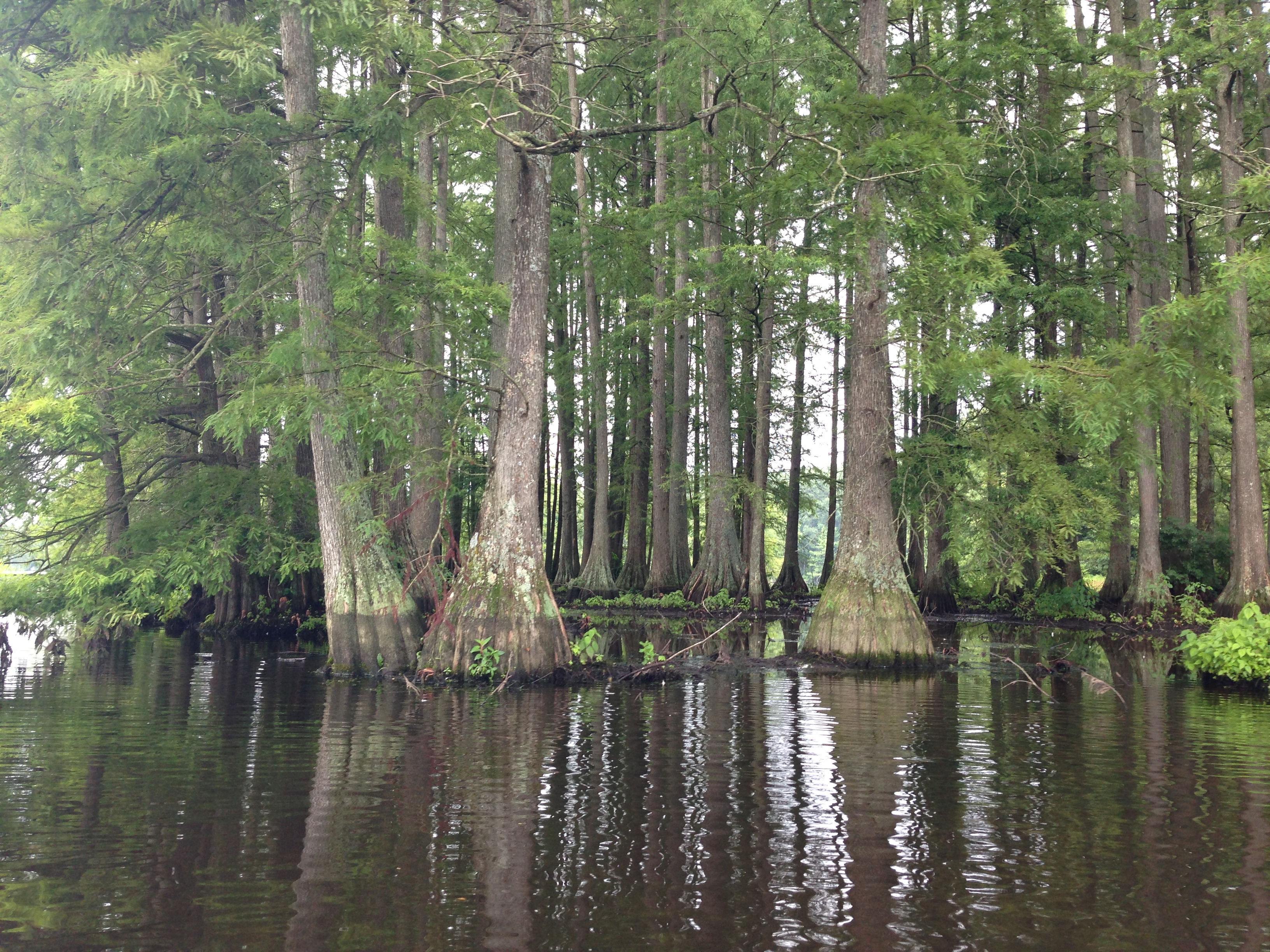
مجموعة من أشجار السرو الصلعاء شوهدت في حديقة تراب بوند الحكومية في جنوب ديلاوير
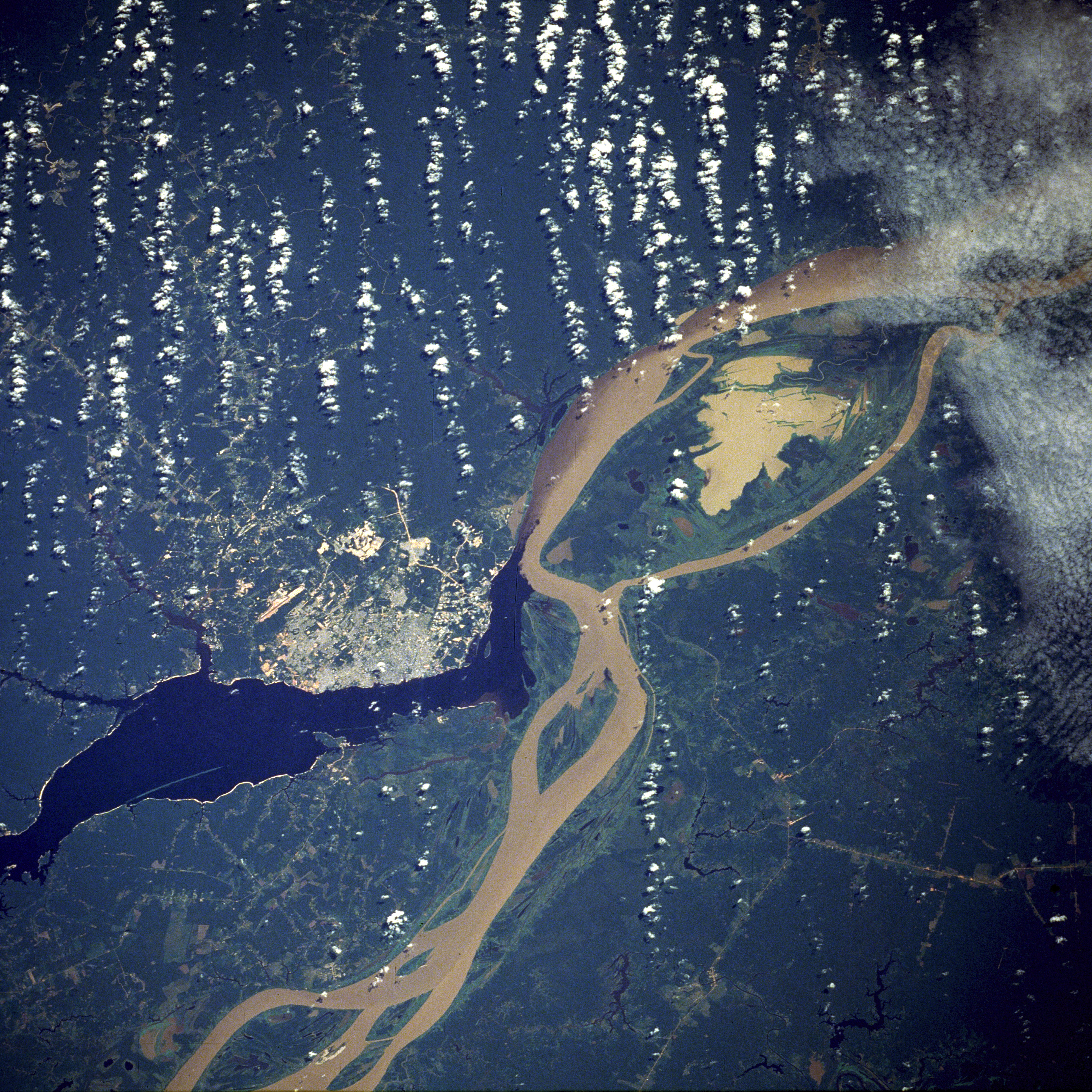
ماناوس ، أكبر مدينة على نهر الأمازون، مأخوذة من صورة أقمار صناعية تابعة لوكالة ناسا، محاطة بنهر الأمازون الموحل وريو نيجرو ذو المياه السوداء.
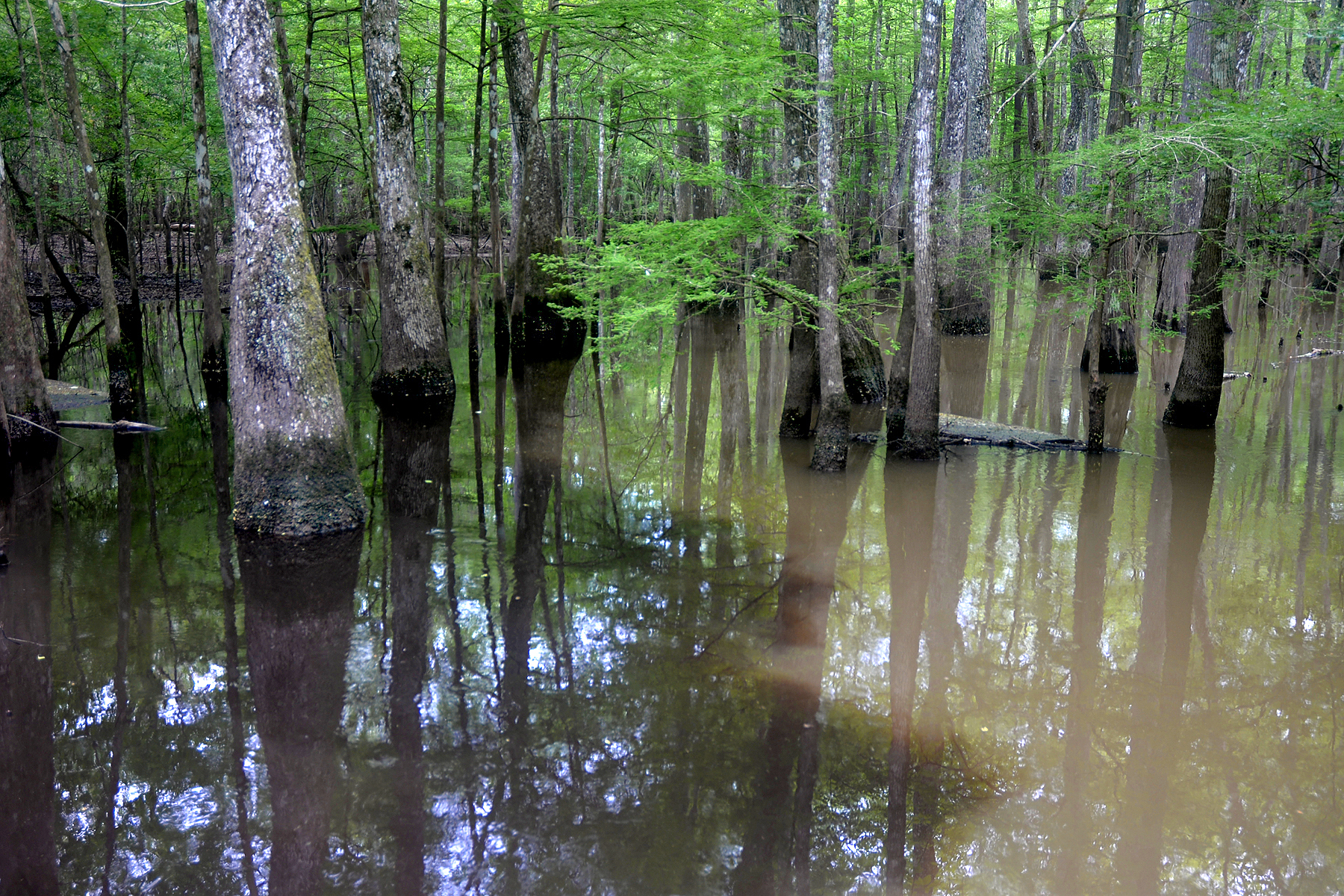
سلال شجر السرو حيث تختلط المياه السوداء مع المياه الموحلة الأكثر نموذجية (يمين) للمنطقة. محمية بيغ ثيكت الوطنية ، تكساس ؛ 3 أبريل 2020
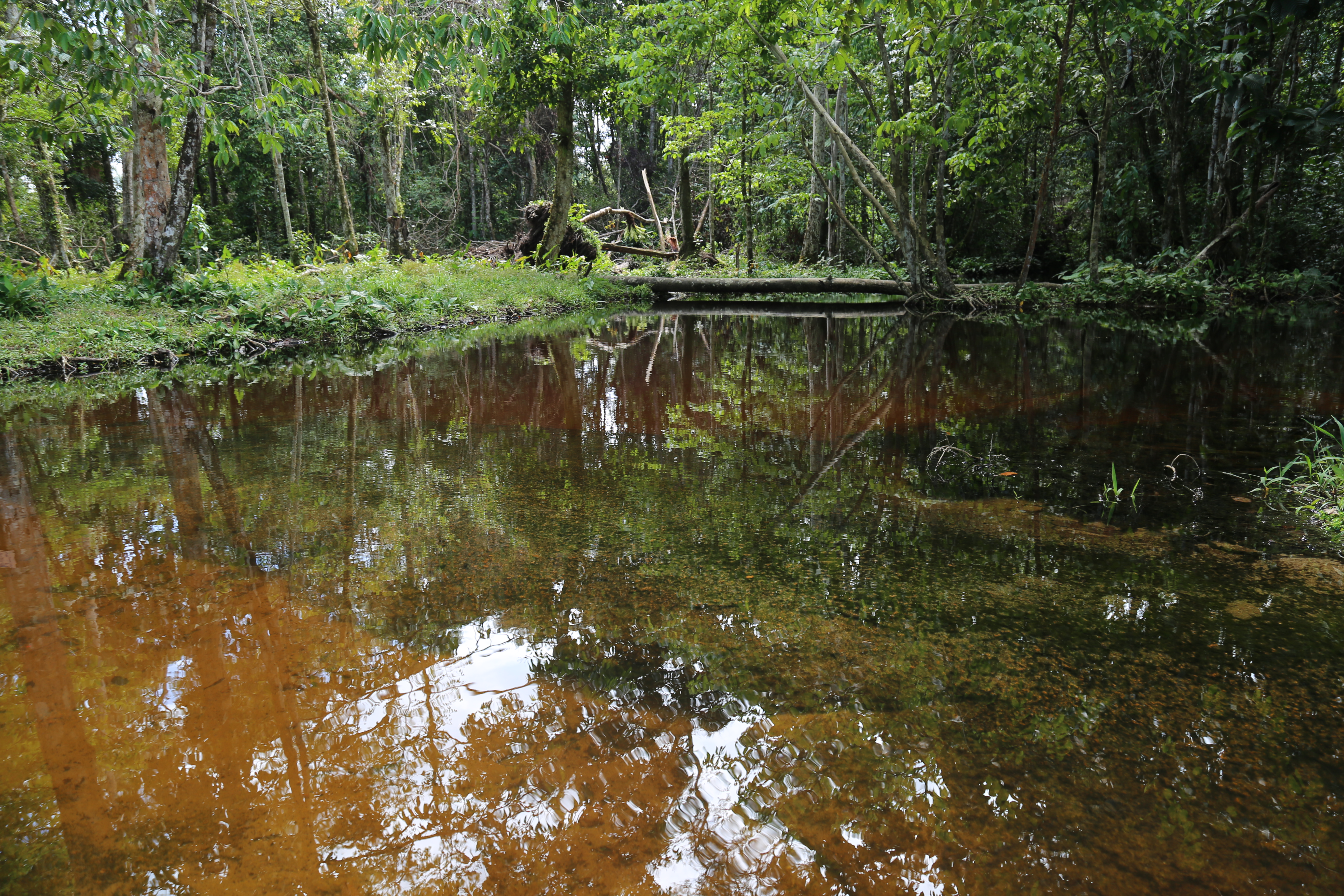
واحدة من أكثر الشلالات والمجتمعات الأصلية زيارة في ميتو ، (فم من نهر فوبيس)